# Ellen Cuffe, Countess of Desart

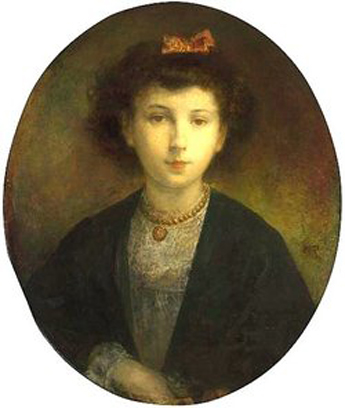
Ellen Cuffe, Countess of Desart

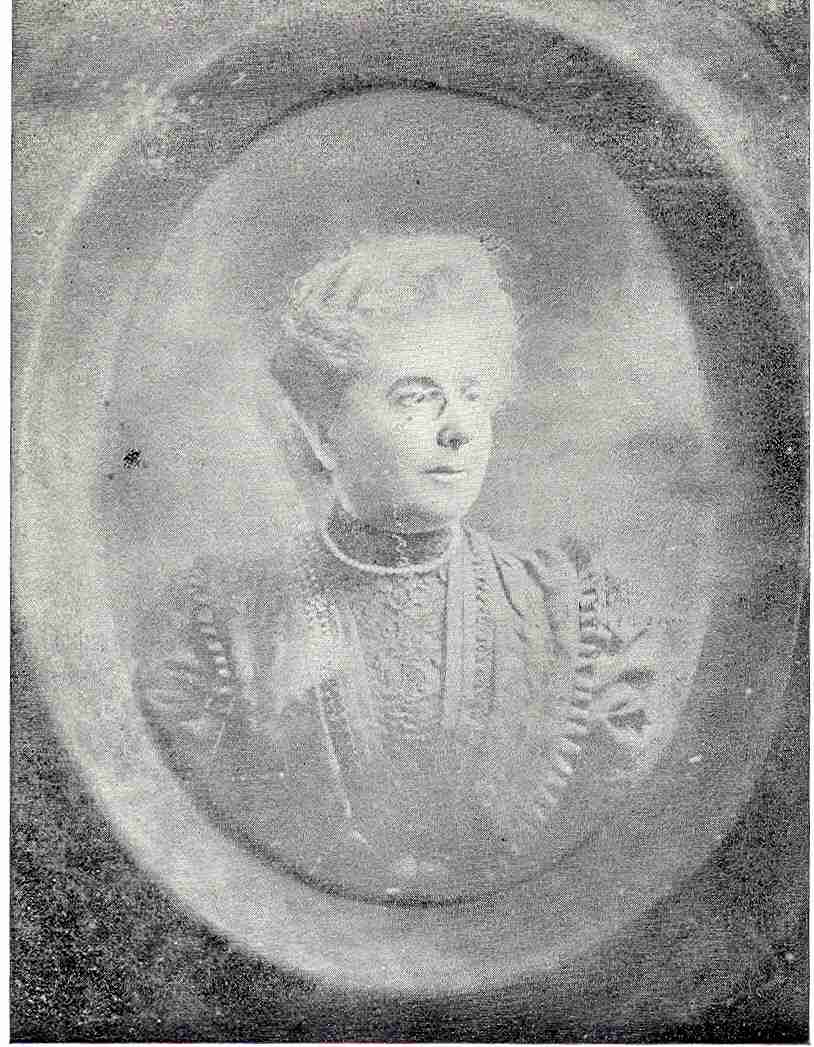
Porträt von Ellen Cuffe, Countess of Desart

 Ellen Odette Cuffe, Countess of Desart (geborene Bischoffsheim; * 1. September 1857 in London, England; † 29. Juni 1933 in Dublin, Irland), war eine irische Politikerin und Philanthropin.

## Leben und Werk
Cuffe war die ältere von zwei Töchtern des deutschen Bankiers Henri Louis Bischoffsheim (1829–1908) aus dessen Ehe mit Clarissa Biedermann (1837–1922), Tochter des k.k. Hofjuweliers Joseph Biedermann aus Wien. Ihr Vater war mitverantwortlich für die Gründung von drei der größten Banken der Welt, die Deutsche Bank, die Paribas Bank und die Société Générale. Sie wurde mit ihrer Schwester zu Hause unterrichtet und ihre Ausbildung wurde durch Auslandsreisen ergänzt. Ihre Eltern lebten in London und erwarben dort 1872 das Stadtpalais Bute House im Stadtteil Mayfair.
Am 29. April 1881 heiratete sie in der Christ Church in Mayfair den geschiedenen irischen Adligen William Ulick O’Connor Cuffe, 4. Earl of Desart (1845–1898). Als dessen Gattin führte sie fortan den Höflichkeitstitel Countess of Desart. Sie lebte mit ihm auf dessen Familiensitz Desart Court in Kilkenny und sie verbrachten bis zu seinem Tod 1898 einen Großteil ihrer gemeinsamen Zeit in England. Die Ehe blieb kinderlos.

## Politische und philanthropische Aktivitäten in Irland
Nach dem Tod ihres Mannes zog sie in ihr Haus in Aut Even am Stadtrand von Kilkenny. Sie wurde Mitglied der Gaelic League und zu deren Präsidentin gewählt, als Nachfolgerin ihres Schwagers, Hon. Otway Cuffe (1853–1912), der Bürgermeister von Kilkenny war.
Sie beauftragte den Architekten William Alphonsus Scott mit dem Bau des Dorfes Talbots Inch, zusammen mit mehreren anderen Projekten, die sie und ihr Schwager gemeinsam entwickelten: die Kilkenny Library, das Aut Even Hospital, 1905 die Greenvale Woollen Mills, 1905 die Kilkenny Woodworkers, 1902 das Kilkenny Theatre, die Tobacco Growers Association, die Desart Hall und die Talbots Inch Suspension Bridge.
Mit dem Argument, dass Frauen nicht mit Männern konkurrieren sollten, setzte sie sich in England und Irland gegen das Frauenwahlrecht ein. Im Mai 1913 präsidierte sie in Dublin die Jahreshauptversammlung der National League for Opposing Women Suffrage. Sie sprach sich auch gegen das Gesetz über die nationale Krankenversicherung von 1911 aus. Als Präsidentin der Insurance Tax Resisters Defense Association weigerte sie sich, die Steuer von ihren Angestellten einzuziehen, was dazu führte, dass eines ihrer Pferde von den Versicherungskommissaren beschlagnahmt wurde.
Sie war Präsidentin des Frauenkomitees des Jewish Temporary Shelter in London und war direkt an der Rettung von über 150.000 russischen Juden aus dem Russischen Kaiserreich beteiligt, bevor die Grenzen Englands geschlossen wurden, als der Aliens Act 1905 durchgesetzt wurde. Als Mitglied der West End Synagogue in London und Vizepräsidentin der Union of Jewish Women unterstützte sie jüdische philanthropische Institutionen in London. Sie veröffentlichte Artikel in Zeitschriften und war 1924 Mitautorin von A complete guide to social forms of address.
1922 wurde sie von William Thomas Cosgrave, dem ersten Präsidenten des Exekutivrats des irischen Freistaats, als unabhängiges Mitglied neben Alice Stopford Green, Eileen Costello und Jennie Wyse Power in den Seanad Éireann berufen. Sie war die erste Jüdin, die als Senatorin in Irland diente und wurde für zwölf Jahre ernannt.
Sie starb im Alter von 75 Jahren und wurde neben ihrem Mann auf dem Friedhof von Falmouth in Cornwall beigesetzt. Die Trauerfeier wurde auf ihren Wunsch nach jüdischen Riten durchgeführt. Ihr Nachlass betrug 1.500.000 Pfund, was an die verschiedenen Wohltätigkeitsorganisationen gespendet wurde, mit denen sie verbunden war.
2014 wurde in der Stadt Kilkenny die Lady-Desart-Fußgängerbrücke ihr zu Ehren eingeweiht.

## Veröffentlichungen
- A Guide for Secretaries, Public and Private.
- Style and Title.

## Bildergalerie

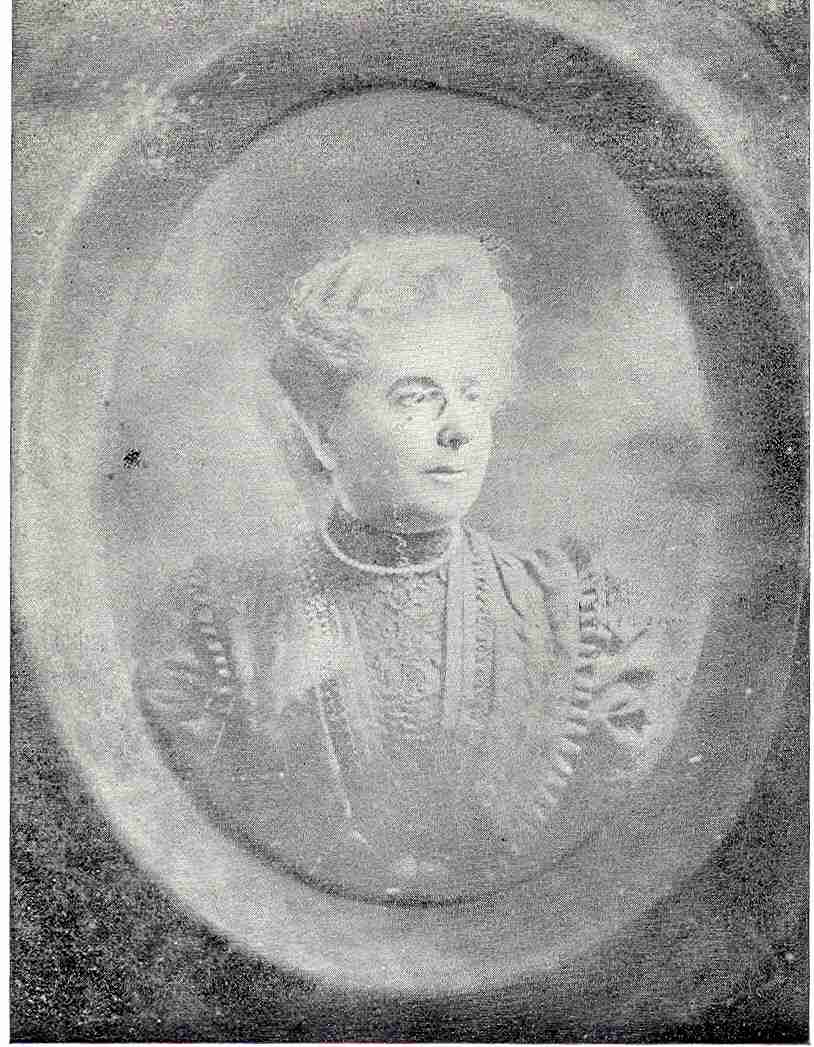
Porträt von Ellen Cuffe, Countess of Desart
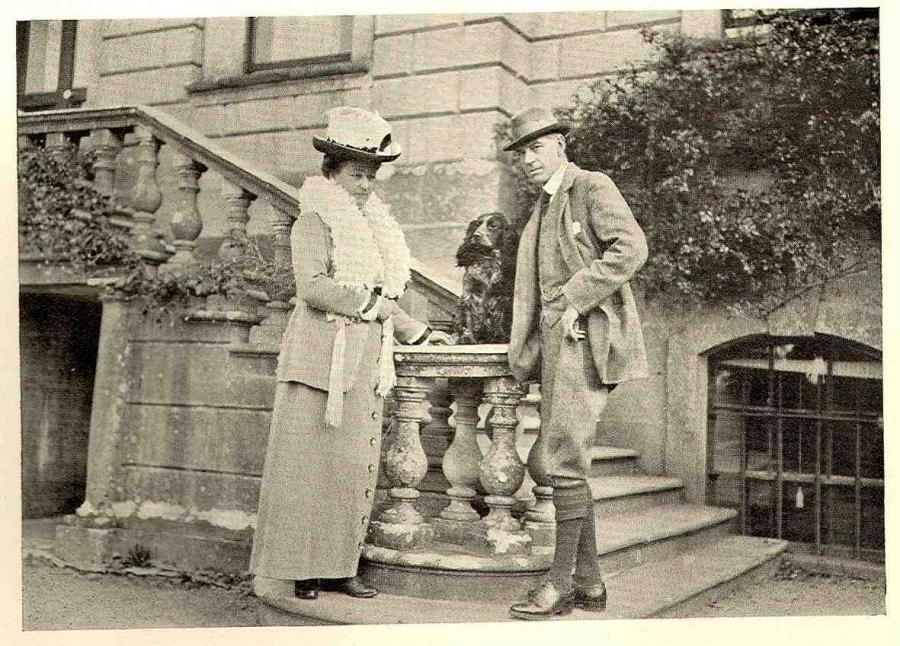
Ellen Cuffe mit ihrem Ehemann William Cuffe
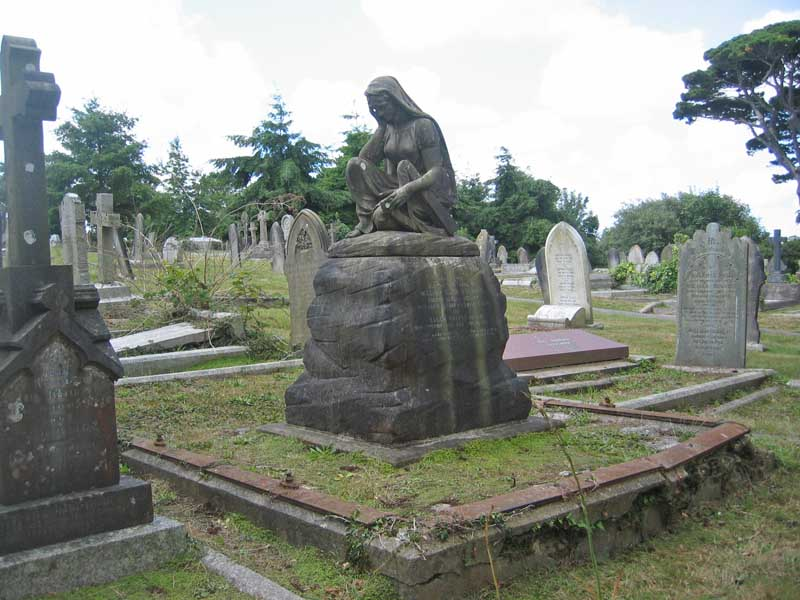
Das Grab von Ellen und William Cuffe
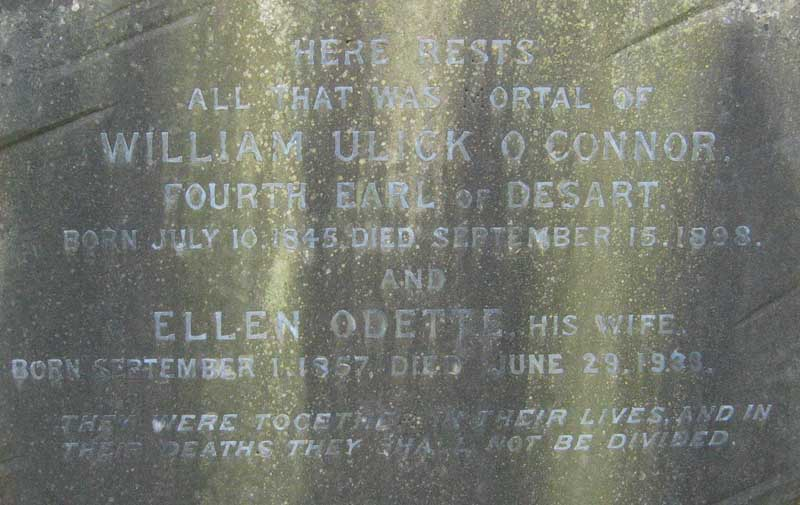
Inschrift auf dem Grabstein von Ellen und William Cuffe
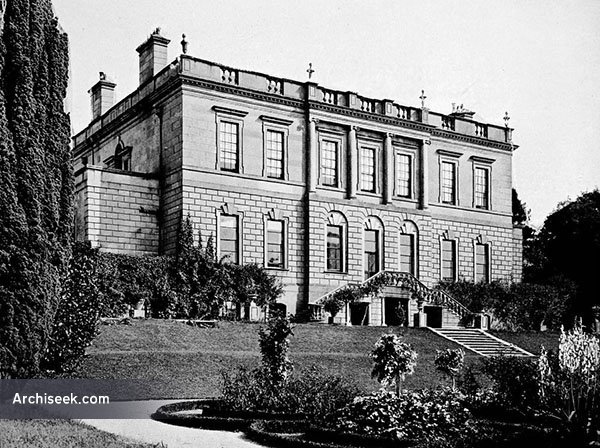
Desart Court
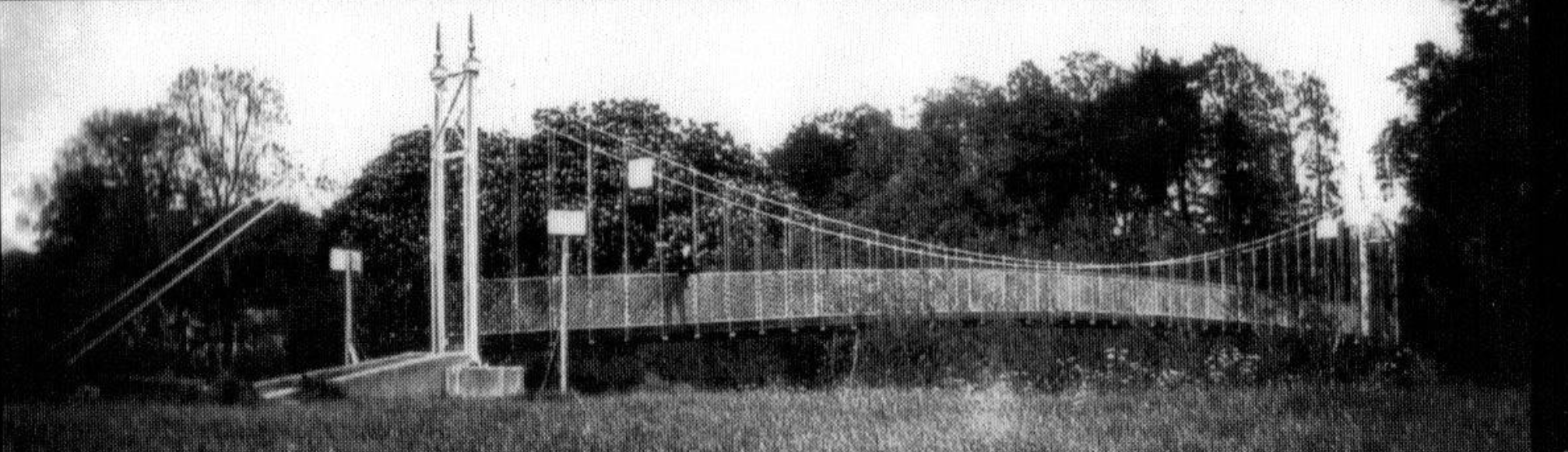
Talbots Inch Suspension Bridge
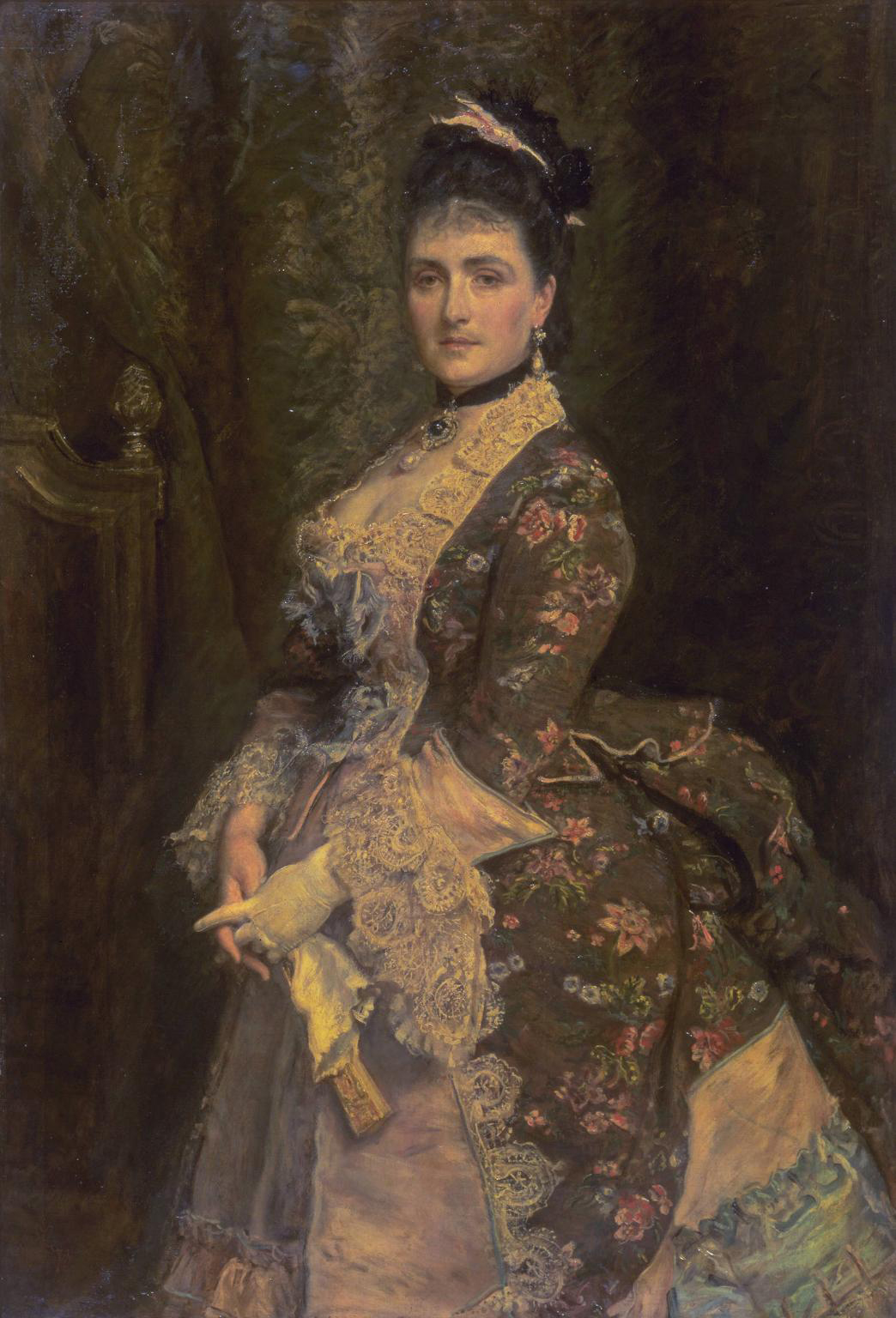
Ölgemälde in der Tate Gallery von ihrer Mutter Clarissa Bischoffsheim, Tochter des Wiener Hofjuweliers Joseph Biedermann und Ehefrau von Henry Louis Bischoffsheim